# Dorothy Patrick
Dorothy Patrick, född 3 juni 1921 i Winnipeg, Kanada, död 31 maj 1987 i Los Angeles, Kalifornien, var en kanadensisk-amerikansk skådespelare. Hon medverkade i runt 40 amerikanska långfilmer samt ett 20-tal TV-produktioner.

## Filmografi, urval
- 1946 – Efter regn kommer solsken
- 1947 – Den höga muren
- 1949 – Nunnan och spelaren
- 1950 – Gangstervärldens diktator
- 1950 – Huset vid floden
- 1952 – Illusionernas stad (ej krediterad)
- 1952 – Singin' in the Rain (ej krediterad)
- 1952 – Scaramouche - de tusen äventyrens man (ej krediterad)
- 1955 – Farlig lördag
- 1955 – Hemligt mellanspel